# شواشينة
شواشينة( الشواشينة، الشواشنة): هي بلدة صحراوية في شعبية الواحات، في منطقة برقة، شمال شرق ليبيا.
كانت ضمن شعبية اجدابيا السابقة حتى عام 2007.

## روابط خارجية
- خريطة القمر الصناعي في Maplandia.com